# Suối Giai
Suối Giai là một con suối đổ ra Sông Bé. Suối có chiều dài 39 km và diện tích lưu vực là 143 km². Suối Giai chảy qua các tỉnh Bình Phước, Bình Dương .